# Friedrich-Ebert-Straße 59 (Mönchengladbach)

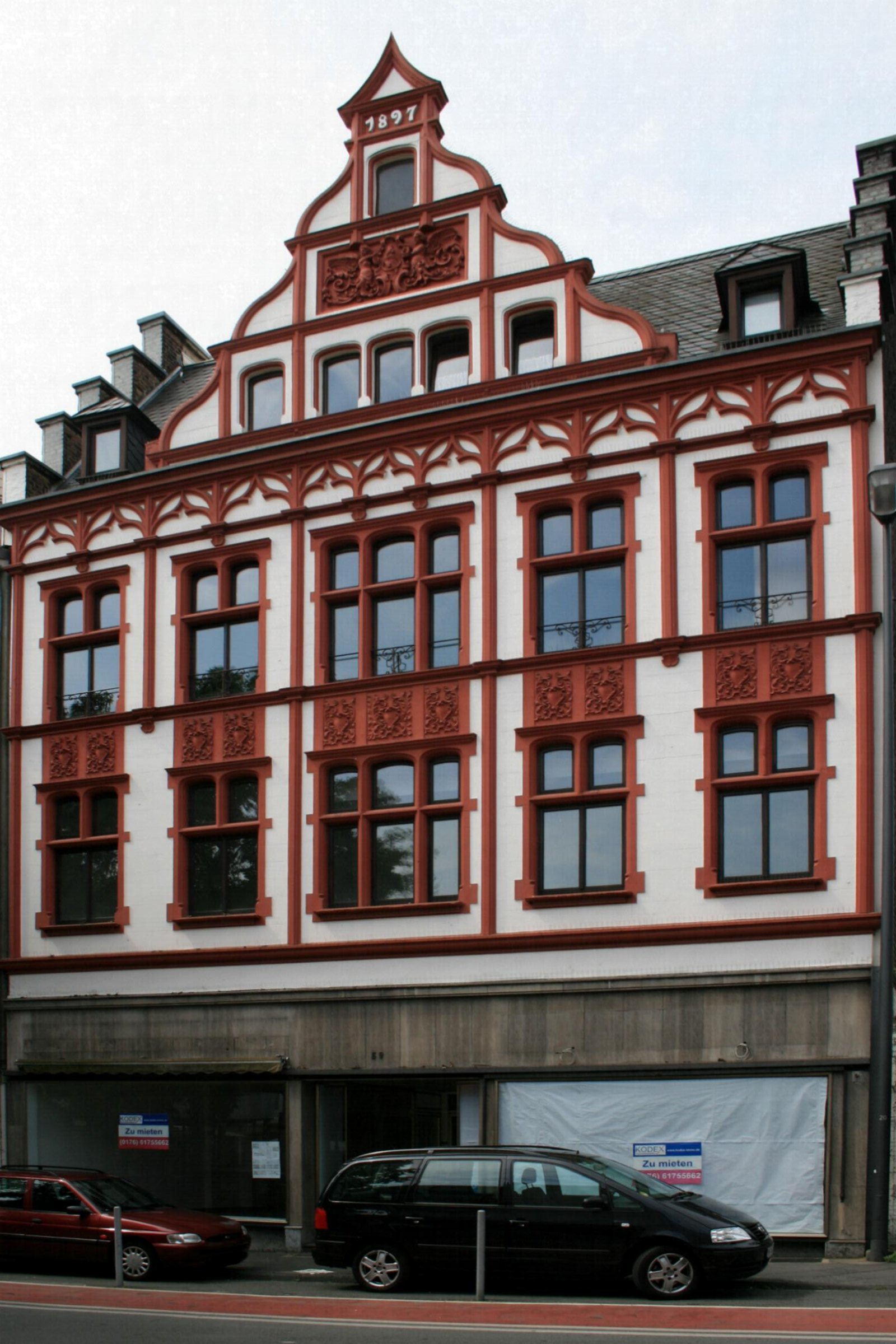
Wohnhaus (2010)

Das Wohnhaus Friedrich-Ebert-Straße 59 steht im Stadtteil Rheydt in Mönchengladbach (Nordrhein-Westfalen).
Das Gebäude wurde 1897 erbaut. Es ist unter Nr. F 018 am 5. Februar 1990 in die Denkmalliste der Stadt Mönchengladbach eingetragen worden.

## Architektur
Das dreigeschossige Mietwohn-Geschäftshaus wurde 1897 erbaut. Die Brandmauern des Hauses sind seitlich als Treppengiebel hochgeführt, die Flächen des schiefergedeckten Satteldaches durchbrechen zwei Dachgauben.